# 花房正義
花房 正義（はなぶさ まさよし、1934年10月10日 - ）は、日本の実業家。
岡山県出身。画家を目指して上京するが、才能の限界を感じ、1957年東京経済大学経済学部卒業。大学では山城章ゼミで師事し、以後1993年に山城が死去するまで指導を受け、1972年の山城経営研究所の設立の支援なども行った。
1977年日立クレジット取締役経理部長。1990年東京経済大学理事。1991年日立クレジット代表取締役社長。2000年日立キャピタル代表取締役社長。2001年日立キャピタル代表取締役会長。2003年日立製作所取締役、日立化成工業取締役、2004年東京ガス監査役。2005年度財界賞経営者賞受賞。2006年企業研究会会長。2007年日立キャピタル特別顧問。2009年日立キャピタル名誉顧問。2021年三菱HCキャピタル名誉顧問。
山城経営研究所取締役会長、三菱UFJ信託地域文化財団評議員、山口きらめき財団評議員。また、日立製作所取締役会の指名委員会、報酬委員会の委員長として、巨大グループの調整役を果たすリーダーシップと人望は、経営者の手本となっていると言われている。